# Djingili
Djingili är ett australiskt språk som talades av 10 personer år 1997. Djingili talas i Norra territoriet. Djingili tillhör de västliga Barklyspråken.